# 甲级战犯

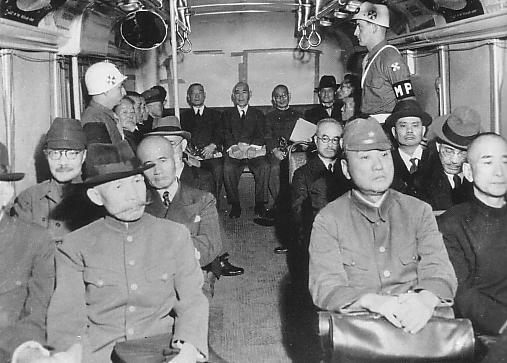
警備車中的甲級戰犯

甲级战犯（英語：Class-A War Criminal）通常指第二次世界大战后，由远东国际军事法庭所裁定的，犯有“破坏和平罪”（英語：Crimes against Peace，或“反和平罪”）的主要战争罪犯。
严格意义上，甲级战犯指在纽伦堡审判和东京审判中，由欧洲国际军事法庭和远东国际军事法庭，分别根据《国际军事法庭宪章》第六条（甲）项和《远东国际军事法庭宪章》第五条（甲）项审判（即宪章原文中的(a)项，因此甲级战犯也被称为A級战犯），犯有“破坏和平罪”的主要战争罪犯。此类在正式国际文件中的“主要战争罪犯”在学术著作和新闻报道中也因此习惯称为“甲级战犯”。他们作為战争的領袖、組織者、鼓動者或從犯，负责策劃、執行計劃或秘密計劃，以及發動侵略戰爭或違反國際條約之戰爭。
甲级战犯一般由国际法庭审判，而乙、丙级罪犯通常由犯罪地国国内法庭审判。纽伦堡审判中，共有22名被告以破坏和平罪被起诉，12人被判有罪。东京审判中，共有28名被告以破坏和平罪被起诉，最终有25名被定罪，其中7人被判处死刑，16人被判处无期徒刑，另有2人分别被判处20年和7年徒刑。1952年《旧金山和约》生效后，日本国会陆续通过了多个对战争犯罪受刑者减刑、赦免的决议，逐步释放了仍服刑的13名甲级战犯。1978年，14名甲级战犯以“昭和殉难者”身份合祀于靖国神社。此后参拜靖国神社问题成为影响日本与周边中国、韩国等战争受害国之间的重要政治议题。“甲级战犯”也因此往往特指在东京审判中的日本国家领导人战犯。

## 定义
《远东国际军事法庭宪章》中关于管辖权的规定：
第五条 对被告与罪行之管辖权 本法庭有权审判及惩罚被控以个人身份或团体成员身份犯有各种罪行包括破坏和平罪之远东战争罪犯。
下列行为，或其中任何一项，均构成犯罪行为，本法庭有管辖之权，犯罪者个人并应单独负其责任：
（甲）破坏和平罪 指策划、准备、发动或执行一种经宣战或不经宣战之侵略战争，或违反国际法、条约、协定或保证之战争，或参与上述任何罪行之共同计划或阴谋。
（乙）普通战争罪 指违反战争法规或战争惯例之犯罪行为。
（丙）违反人道罪 指战争发生前或战争进行中对任何和平人口之杀害、灭种、奴役、强迫迁徙，以及其他不人道行为，或基于政治上的或种族上的理由而进行旨在实现或有关本法庭管辖范围内任何罪行之迫害行为，不论这种行为是否违反行为地国家的国内法。
凡参与上述任何罪行之共同计划或阴谋之领导者、组织者、教唆者与共谋者，对于任何人为实现此种计划而作出之一切行为，均应负责。
 — 《远东国际军事法庭宪章》第五条
《远东国际军事法庭宪章》基本沿用了纽伦堡审判的《国际军事法庭宪章》，只在几处文字上略有不同。其中“甲级战犯”所对应的“破坏和平罪”加入了“经宣战或不经宣战之”的修饰。

## 遠東國際軍事法庭審判的被告名單
| - 荒木貞夫 - 板垣征四郎 - 梅津美治郎 - 大川周明 - 大島浩 - 岡敬純 - 賀屋興宣 | - 木户幸一 - 木村兵太郎 - 小矶国昭 - 佐藤賢了 - 重光葵 - 島田繁太郎 - 白鳥敏夫 | - 鈴木貞一 - 東鄉茂德 - 東條英機 - 土肥原賢二 - 永野修身 - 橋本欣五郎 - 畑俊六 | - 平沼騏一郎 - 广田弘毅 - 星野直樹 - 松井石根 - 松岡洋右 - 南次郎 - 武藤章 |

上述28人於1946年4月29日被起訴。28人之中，大川周明因梅毒引起的精神病而予以不起訴處分，永野修身與松岡洋右在判決前病死。其余25人的判決於1948年11月12日宣佈，其中松井石根雖被控甲級戰犯但最後判決是乙級戰犯，因此最後確定的侵略戰犯總共就24人，不過松井石根依然被判決了死刑。

## 判決

### 绞刑（死刑）
| - 東條英機（1941年任日本內閣總理大臣，珍珠港事件主要責任人） - 板垣征四郎（侵略中國戰爭主要責任人） - 木村兵太郎（犯下多起屠殺中國和東南亞平民的罪行） - 土肥原賢二（侵略中國戰爭主要責任人） | - 廣田弘毅（1936年任日本內閣總理大臣，南京大屠殺時任外务大臣，未阻止屠殺，被判死刑的唯一文官） - 松井石根（南京大屠殺主要責任人） - 武藤章（东南亚虐待俘虏的主要責任人） |

### 終身監禁
| - 荒木貞夫（北向侵略政策提出者） - 梅津美治郎（關東軍司令） - 大島浩（駐納粹德國外交官） - 岡敬純 - 賀屋興宣 - 木户幸一 | - 小磯国昭（朝鮮鎮壓負責人） - 佐藤賢了 - 島田繁太郎（海軍大臣、太平洋戰爭戰犯） - 白鳥敏夫（大日本帝國駐義大利大使） - 鈴木貞一（日本軍人，主張開戰） - 南次郎（九一八事變策劃者） | - 橋本欣五郎 - 畑俊六（日本元帥） - 平沼騏一郎 - 星野直樹（滿州國財政部長） |

### 有期徒刑
| - 重光葵（7年） | - 東鄉茂德（20年） |

### 判決前病死
- 永野修身（1947年1月5日歿）[註 3]
- 松岡洋右（1946年6月27日歿）[註 3]

### 免除追訴
- 大川周明（因患有梅毒引起的精神疾病而被免起訴）

## 合祀於靖国神社的甲级战犯
1978年，靖国神社将以下14人作為昭和時代的殉難者合祀。
| - 板垣征四郎 - 梅津美治郎 - 木村兵太郎 - 小磯国昭 - 白鳥敏夫 | - 土肥原賢二 - 東鄉茂德 - 東條英機 - 永野修身 - 平沼騏一郎 | - 廣田弘毅 - 松井石根 - 松岡洋右 - 武藤章 |

## 未能起訴的遠東國際軍事法庭裁判的甲級戰犯嫌犯
| - 石原莞爾（九一八事變的主要策動人之一。但反對擴大對華戰事及偷襲珍珠港，且因戰後病重，未予起訴後釋放） - 青木一男（汪兆銘政權顧問，未予起訴後釋放） - 安倍源基（未予起訴後釋放） - 阿部信行（議員，未予起訴後釋放） - 天羽英二（發表天羽聲明，未予起訴後釋放） - 鮎川義介（滿洲財閥，未予起訴後釋放） - 安藤紀三郎（未予起訴後釋放） - 石原廣一郎（財閥，南進論者，未予起訴後釋放） - 岩村通世（未予起訴後釋放） - 岸信介（滿洲國官員，未予起訴後加上與美國合作故釋放） - 葛生能世（未予起訴後釋放） - 小泉親彦（陸軍軍醫中將，化學戰的始作俑者。自殺） - 兒玉譽士夫（未予起訴後釋放） - 後藤文夫（未予起訴後釋放） - 近衛文麿（侵華戰爭發動者，自殺） - 笹川良一（議員，未予起訴後釋放） - 大河内正敏（日軍原子彈研發負責人，未予起訴後釋放） | - 正力松太郎（財閥，未予起訴後釋放） - 須磨弥吉郎（未予起訴後釋放） - 高橋三吉（未予起訴後釋放） - 多田駿（未予起訴後釋放） - 谷正之（未予起訴後釋放） - 寺島健（未予起訴後釋放） - 德富蘇峰（未予起訴後家中拘禁解除） - 梨本宮守正王（唯一的皇族，未予起訴後釋放） - 西尾寿造（陸軍大將，未予起訴後釋放） - 橋田邦彦（自殺） - 本庄繁（自殺） - 本多熊太郎（未予起訴後釋放） - 真崎甚三郎（未予起訴後釋放） |

## 註解
1. ↑  “和平人口”英文为civilian population，系指集体的、成群的平民而言，例如一村、一镇、一种族、一部落、一政党或一宗教之全体平民成员，而非指个别的、单独的平民而言。
2. ↑  被宣告无甲級罪行「破壞和平、發動侵略戰爭」，但因有乙、丙級罪行被判絞刑。
3. 1 2 3 4 5 6  死於獄中